# Terry Collins
Terry Lee Collins (* 27. Mai 1949 in Midland, Michigan) ist ein US-amerikanischer Baseballmanager in der Major League Baseball. Er steht momentan bei den New York Mets in der Major League Baseball unter Vertrag.
Collins hat als Spieler niemals in der Major League gespielt. Bevor er die Trainerkarriere einschlug war er Shortstop in den Minor Leagues.

## Karriere
Collins managte zu Beginn das Team der Albuquerque Dukes in der Pacific Coast League, die Buffalo Bisons in der International League und die Duluth Huskies in der Northwoods League.
Nachdem die Houston Astros 1993 ihren Manager Art Howe entließen, übernahm Collins seine Position im MLB-Team. Er führte das Team bis Ende 1996. Nachdem das Team zu Saisonende einbrach, wurde er entlassen.
Zur Saison 1997 unterschrieb Collins ein Vertrag bei den Anaheim Angels, mit denen er in den folgenden zwei Spielzeiten positive Bilanzen erreichen konnte. Sowohl 1997 als auch 1998 landete das Team auf Platz zwei der Division. Im Jahr 1999 kündigte Collins seinen Vertrag 29 Spiele vor Saisonende, nachdem er den Rückhalt bei den Spielern verloren hatte.
Nach einer langen inaktiven Phase unterschrieb Collins 2006 einen Vertrag bei den Orix Buffaloes in der japanischen Pacific League, wo er bis zum 21. Mai 2008 aktiv war. Das Ende seines Engagements wurde durch eine 3:7 Interleague-Niederlage gegen die Hanshin Tigers verursacht. Am Ende des Jahres übernahm Collins die chinesische Baseballnationalmannschaft.
Nachdem Collins die Saison 2010 als Field Coordinator für die Mets in der Minor League verbracht hatte, wurde er am 23. November 2010 offiziell als neuer Manager der New York Mets vorgestellt. Zu Ehren seines Mentors Jim Leyland, unter dem er 1992 bei den Pittsburgh Pirates als Coach aktiv war, wird Collins die Trikotnummer 10 tragen.